# Steve Smith (cyclisme)
Pour les articles homonymes, voir Steve Smith et Smith.
Steve Smith, né le 25 novembre 1989 à Cassidy en Colombie-Britannique et mort le 10 mai 2016 à Nanaimo (Colombie-Britannique), est un VTTiste canadien.

## Biographie
Spécialiste de la descente, Steve Smith est médaillé d'argent aux Championnats du monde de cette discipline en 2010. Il remporte la coupe du monde de VTT 2013 mais se blesse l'année suivante.
Le 10 mai 2016, Steve Smith succombe à un traumatisme crânien qu'il avait subi lors d'un accident de motocross à Nanaimo sur l’île de Vancouver.

## Palmarès en descente VTT

### Championnats du monde
- Descente
  -  Médaillé d'argent en 2010[2]

### Coupe du monde
- 96e en 2007
- 29e en 2008
- 11e en 2009
- 10e en 2010
- 5e en 2011
- 4e en 2012
- 1er en 2013, vainqueur de 3 manches
- 48e en 2014
- 21e en 2015
- 47e en 2016

### Championnats du Canada
- -  Champion du Canada de descente : 2013 et 2014